# Duplicaria anseeuwi
Duplicaria anseeuwi is een slakkensoort uit de familie van de Terebridae. De wetenschappelijke naam van de soort is voor het eerst geldig gepubliceerd in 2005 door Terryn.